# Mário Manuel de Oliveira
Mario Manuel de Oliveira (sinh ngày 29 tháng 11 năm 1994) là một cầu thủ bóng đá người Angola thi đấu ở vị trí hậu vệ cho Progresso do Sambizanga.